# 相对电容率

水的相對靜電容率與溫度的關係曲線圖。

在电磁学裏，相对电容率，又稱為相對介電常數，定义为电容率与真空电容率的比例∶
{\displaystyle \varepsilon _{r}\ {\stackrel {\mathrm {def} }{=}}\ {\frac {\varepsilon }{\varepsilon _{0}}}} ；
其中，{\displaystyle \varepsilon _{r}} 是电介质的相对电容率，{\displaystyle \varepsilon } 是电介质的电容率，{\displaystyle \varepsilon _{0}} 是真空电容率。
對於線性电介质，電極化強度 {\displaystyle \mathbf {P} \,\!} 與電場 {\displaystyle \mathbf {E} \,\!} 的關係方程式為：
{\displaystyle \mathbf {P} =\chi _{e}\varepsilon _{0}\mathbf {E} \,\!} ；
其中，{\displaystyle \chi _{e}\,\!} 是电極化率。
電位移 {\displaystyle \mathbf {D} \,\!} 的定義涉及電場和電極化強度：
{\displaystyle \mathbf {D} \ {\stackrel {\mathrm {def} }{=}}\ \varepsilon _{0}\mathbf {E} +\mathbf {P} \,\!} 。
這公式又可寫為
{\displaystyle \mathbf {D} =(1+\chi _{e})\varepsilon _{0}\mathbf {E} =\varepsilon \mathbf {E} \,\!} 。
電位移與電場成正比。所以，相对电容率与电极化率 {\displaystyle \chi _{e}} 有以下的关系：
{\displaystyle \varepsilon _{r}=1+\chi _{e}} 。

## 概述
电介质大多数是绝缘体。其例子包括瓷器(陶器)，云母，玻璃，塑料，和各种金属氧化物。有些液体和气体可以作为好的电介质材料。乾空气是良好的电介质，并被用在可变电容器以及某些类型的传输线。蒸馏水如果保持没有杂质的话是好的电介质，其相对电容率约为80。
电介质有使空间比起实际尺寸变得更大或更小的属性。例如，当一个电介质材料放在两个电荷之间，它会减少作用在它们之间的力，就像它们被移远了一样。当电磁波穿过电介质，波的速度被减小，使得它的行为象它有更短的波长一样。
从电学角度看，相对电容率是物质集中静电通量线的程度的衡量。更精确一点讲，它是在静电场加在一个绝缘体上时存贮在其中的电能相对于真空(其电容率为1)来说的比例。这样，相对电容率也成为「相对静电容率」。
对于真空而言，虽然人们定义其相对电容率为1，但真空本身是具有特定电容率的{\displaystyle \varepsilon _{0}\approx 8.854\times 10^{-12}} F/m。该真空电容率反映真空的物理特性。

## 测量
相对电容率 {\displaystyle \varepsilon _{r}} 可以用静电场用如下方式测量∶首先，對以
两块极板之间为空气的电容器，测试其电容 {\displaystyle C_{0}} 。然后，再對以电容器的极板间加入电介质，测试其电容 {\displaystyle C_{x}} 。这样，就可以计算出相对电容率∶
{\displaystyle \varepsilon _{r}={\frac {C_{x}}{C_{0}}}} 。
对于时变电磁场，物质的电容率和频率相关，通常也称为「相对电容率」。

## 实际用途
相对电容率是设计电容器必需的基本信息。假若我们想要使用一种新材料於我们的电路中，或许这新材料会引入电容，因此，我们必需知道新材料的相对电容率。如果将相对电容率高的材料放在电场中，场的强度会在电介质内有可观的下降。这个事实常常用于增加特定电容器设计的电容。印刷线路板（Printed Wiring Boards，简称PWB）蚀刻的导体下面的一层电介质可以用来绝缘。 
电介质也用于射频传输线。在同轴电缆中，电介质聚乙烯可以用于隔离中心的导体和外层的屏蔽。它也可以放在波导中间以形成电介质波导。电介质波导很少被用到，因为所有已知的电介质材料的介电损失对于有效传输电磁场来说太大了，但是它们可以用于特殊应用，例如用在滤波器中。
科学家特意地将杂质掺入光纤内。这样，很容易地可以控制 {\displaystyle \varepsilon _{r}} 在横截面的精确值。这会控制材料的反射系数，从而也控制光传输的模式。 掺杂光纤也可用来形成光学放大器。

## 化学应用
一个溶剂的相对电容率是对於其極性的一个相对性度量。例如，在 20 °C ，水（極性）的相对电容率是 80.10 ；而n-己烷（非極性）的相对电容率是 1.89 。在分析化学裏，当设计物質分离、样品准备、色譜法等等技巧時，相对电容率是一份很重要的资料。

## 參閱
- 折射率
- 鐵電性
- 低介電常數材料
- 高介電常數材料 (High-k)
- 居里點
- 駐極體